# Anasztázia (film, 1997)
Az Anasztázia (eredeti cím: Anastasia) 1997-ben bemutatott amerikai animációs romantikus filmdráma, amely Anatole Litvak azonos című filmje alapján készült. Az animációs játékfilm rendezői és producerei Don Bluth és Gary Goldman. A forgatókönyvet Susan Gauthier, Bruce Graham, Bob Tzudiker, Noni White és Eric Tuchman írta, a zenéjét David Newman szerezte. A mozifilm a Fox Animation Studios gyártásában készült, a 20th Century Fox forgalmazásában jelent meg.
A film Anasztaszija Romanova orosz nagyhercegnő legendáját dolgozza fel.
Az Amerikai Egyesült Államokban 1997. november 21-én, Magyarországon 1998. március 26-án mutatták be a mozikban.

## Cselekmény
Volt egyszer egy Anasztázia nevű ifjú hercegnő, aki a pompás paloták és fényes estélyek varázslatos világában élt. 1916-ot írtak, s a legendás Romanov család a dinasztia uralkodásának háromszázadik évfordulóját ünnepelte. Az ünnepi esemény tiszteletére a cár nagyszabású fogadást rendezett, s a bál legfényesebb csillaga éppen Anasztázia volt. A cári palota fölött azonban sötét felhők gyülekeznek, mert a száműzetéséből Szentpétervárra visszatért Raszputyin bosszút forral.

## Szereplők
| Szerep                      | Eredeti hang                          | Magyar hang                          |
| --------------------------- | ------------------------------------- | ------------------------------------ |
| Anasztázia                  | Meg Ryan Liz Callaway (ének)          | Pápai Erika                          |
| Fiatal Anasztázia           | Kirsten Dunst Lacey Chabert (ének)    | Molnár Ilona Monori Brigitta (ének)  |
| Dimitrij                    | John Cusack Jonathan Dokuchitz (ének) | Stohl András László Boldizsár (ének) |
| Fiatal Dimitrij             | Glenn Walker Harris, Jr.              | Szőke András                         |
| Vlagyimir                   | Kelsey Grammer                        | Koroknay Géza Sárkány Kázmér (ének)  |
| Raszputyin                  | Christopher Lloyd Jim Cummings (ének) | Kristóf Tibor Szvétek László (ének)  |
| Bartek                      | Hank Azaria                           | Fekete Zoltán                        |
| Sophie                      | Bernadette Peters                     | Kocsis Mariann Igó Éva (ének)        |
| Marija Fjodorovna anyacárné | Angela Lansbury                       | Kassai Ilona                         |
| Phlegmenkoff                | Andrea Martin                         | Némedi Mari                          |
| Idős hölgy                  | Andrea Martin                         | Vajda Márta                          |
| Színésznő                   | Debra Mooney                          | Zsolnai Júlia                        |
| II. Miklós cár              | Rick Jones                            | Tóth Sándor                          |
| Inas                        | Rick Jones                            | Forró István                         |
| Vasúti jegypénztáros        | Rick Jones                            | Végh Ferenc                          |
| Forradalmi katona           | Rick Jones                            | Végh Ferenc                          |
| Kalauz                      | N/A                                   | Végh Ferenc                          |
| Ál-Anasztázia               | Charity James                         | Rácz Kati                            |
| Főudvarmester               | Arthur Malet                          | Galamb György                        |
| Utas a vonaton              | Arthur Malet                          | Ifj. Kőmíves Sándor                  |
| Anasztázia álombeli öccse   | N/A                                   | Borbíró András                       |
| Énekhangok                  | N/A                                   | Igó Éva Náray Erika Tóth Sándor      |

## Betétdalok
| Magyar                             | Magyar                                                                            | Angol                               | Angol                                             |
| Dal                                | Előadó                                                                            | Dal                                 | Előadó                                            |
| ---------------------------------- | --------------------------------------------------------------------------------- | ----------------------------------- | ------------------------------------------------- |
| Volt egy régi december (prológus)  | Kassai Ilona Monori Brigitta                                                      | Once Upon a December (Prologue)     | Angela Lansbury Lacey Chabert                     |
| Város szerte híre jár              | László Boldizsár Sárkány Kázmér Igó Éva Náray Erika Tóth Sándor Bergendy-együttes | A Rumor in St. Petersburg           | Jonathan Dokuchitz Kelsey Grammer The Townspeople |
| Vár a múlt                         | Pápai Erika                                                                       | Journey to the Past                 | Liz Callaway                                      |
| Volt egy régi december             | Pápai Erika                                                                       | Once Upon a December                | Liz Callaway                                      |
| Mikor eljön az éj                  | Szvétek László Tóth Sándor Bergendy-együttes                                      | In the Dark of the Night            | Jim Cummings Creatures                            |
| Nem lehet, hogy mindez új          | Sárkány Kázmér Pápai Erika László Boldizsár                                       | Learn to Do It                      | Kelsey Grammer Liz Callaway Jonathan Dokuchitz    |
| Egy tánc (rövid dal)               | Sárkány Kázmér                                                                    | A Dance (short song)                | Kelsey Grammer                                    |
| Párizs csókra hív                  | Igó Éva László Boldizsár Bergendy-együttes                                        | Paris Holds the Key (To Your Heart) | Bernadette Peters Jonathan Dokuchitz Ensemble     |
| Volt egy régi december (egyesülés) | Kassai Ilona Pápai Erika                                                          | Once Upon a December (Reunion)      | Angela Lansbury Liz Callaway                      |
| (eredeti nyelven)                  | (eredeti nyelven)                                                                 | At the Beginning                    | Richard Marx Donna Lewis                          |
| (eredeti nyelven)                  | (eredeti nyelven)                                                                 | Journey to the Past                 | Aaliyah                                           |
| (eredeti nyelven)                  | (eredeti nyelven)                                                                 | Once Upon A December                | Deana Carter                                      |

## Televíziós megjelenések
HBO, M1, Film+ 2, Film+, RTL II, RTL Klub, TV2, FEM3 / Prime, Paramount Channel, Mozi+, TV2 Kids 